# Никос Кундурос
Никос Кундурос (15. децембар 1926 – 22. фебруар 2017.) био је грчки филмски режисер.

## Биографија
Кундурос је рођен 1926. године у Атини. Студирао је сликарство и скулптуру у атинској школи ликовних уметности. Током рата био је члан левичарског покрета отпора ЕАМ-ЕЛАС, због чега је касније протеран на затворско острво Макронисос. Са 28 година одлучио је да следи каријеру у кинематографији. Каријеру је започео као редитељ филма Чаробни град (1954), где је утицај неореализма комбиновао са сопственим уметничким гледиштем. Ангажовао је Танасиса Вегоса, кога је упознао на Макронисосу, за једног од ликова у Чаробном граду. Након објављивања свог сложеног и иновативног филма Змај, стекао је признање као истакнути уметник у Грчкој и Европи, а добио је и важне награде на разним међународним и грчким филмским фестивалима. Његов филм Младе афродите из 1963. године освојио је Сребрног медведа за најбољег режисера на 13. Берлинском међународном филмском фестивалу. 1985. године био је члан жирија на 14. Московском међународном филмском фестивалу.

## Филмографија

### Филмови
- Magiki Polis,Чаробни град (1954)
- O Drakos, Змај (1956)
- Oi Paranomoi, Одметници (1958)
- To Potami, Река (1960)
- Mikres Aphrodites, Младе Афродите (1963)
- To prosopo tis Medousas, Медузино лице (1967)
- To tragoudi tis fotias, Песма ватре (1975)
- 1922 (1978) [4]
- Bordello, Бордел (1984)
- Byron, balanta gia enan daimonismeno, Бајрон , балада за демона (1992)
- Oi fotografoi, Фотографи (1998)
- To ploio, Брод (2011) Showtime Productions

### ТВ документарци
- - Ifigeneia en Tavrois (1991)
  - Antigoni (1994)
  - Ellinisti Kypros
  - Cinemithologia (2010) by Showtime Productions